# Moussa Marega
Moussa Marega (Les Ulis, 14 april 1991) is een Malinees voetballer die doorgaans als aanvaller speelt. Hij tekende in 2016 bij FC Porto, dat hem overnam van CS Marítimo. Marega debuteerde in 2015 in het Malinees voetbalelftal.

## Clubcarrière
Marega speelde in Frankrijk voor Évry FC, Le Poiré-sur-Vie en Amiens SC. In 2014 maakte hij de overstap naar het Tunesische Espérance Tunis, waar hij echter niet aan spelen toekwam. Op 1 februari 2015 tekende de aanvaller bij het Portugese CS Marítimo. Eén week later debuteerde hij in de Primeira Liga tegen Gil Vicente. Op 15 februari 2015 maakte hij zijn eerste competitietreffer tegen FC Penafiel. In zijn debuutseizoen maakte Marega zeven doelpunten in veertien competitiewedstrijden voor de eilandbewoners. In januari 2016 tekende Marega een contract bij FC Porto. Aan het begin van het seizoen 2016/17 werd hij voor de duur van één seizoen verhuurd aan Vitória SC.

## Interlandcarrière
Marega debuteerde op 25 maart 2015 in het Malinees voetbalelftal, in een oefeninterland tegen Gabon. Hij nam met Mali deel aan het Afrikaans kampioenschap 2017 en het Afrikaans kampioenschap 2019.

## Erelijst
| Primeira Liga | 1x | 2017/18 |